# 穆奇·布雷洛克
达龙·欧谢·布雷洛克（英語：Daron Oshay Blaylock，1967年3月20日—），美国NBA联盟职业篮球运动员。他在1989年的NBA选秀中第1轮第12顺位被新泽西篮网选中。
该名球员以出色的外围防守和和酷似飞人乔丹的长相而著称，尽管身材矮小但篮板保护能力和篮下冲击力在后卫球员中堪称一流。
穆基·布莱洛克截至2012-13赛季结束，在NBA总抢断榜排第11位，在NBA总三分命中数榜排第32位。在其13年的职业生涯里效力过三个球队。在亚特兰大老鹰队效力的7年间，他只有1年没有进入年度最佳防守阵容（其中94、95两年进入第一防守阵容，其余4年为第二防守阵容）并两夺抢断王，在1994年入选了职业生涯惟一一次全明星阵容。
2013年6月1日凌晨，布莱洛克在乔治亚州克莱顿县发生了车祸，现场非常惨烈，警方甚至出动了直升机。6月3日，据称他已经脱离生命危险，但将接受佐治亚警方两项以上的指控。